# Kerlaugar
Kerlaugar (isl. Kerlaugar) är mytologiska floder, genom vilka Tor måste vada varje dag, då han beger sig till tings under asken Yggdrasil. De två andra hette Kormt och Ormt. Dessa beskrivs bland annat i Sången om Grimner.